# دندان‌پزشکان و بانوان
دندان‌پزشکان و بانوان (انگلیسی: Dames and Dentists) یک فیلم کمدی صامت کوتاه آمریکایی به کارگردانی نوئل ام. اسمیت است که در سال ۱۹۲۰ منتشر شد. از بازیگران این فیلم می‌توان به اولیور هاردی، ریچارد اسمیت و جیمی اوبری اشاره کرد.